# Gare de Viinijärvi
La gare de Viinijärvi (en finnois : Viinijärven rautatieasema) est une gare ferroviaire des lignes de Pieksämäki à Joensuu et de de Siilinjärvi à Viinijärvi. Elle est située sur le territoire de la commune de Liperi, en Finlande.

## Histoire
La Gare ferroviaire de Viinijärvi est construite en 1926. 
En 2008, la gare a accueilli  7 000 voyageurs.